# Belgien i olympiska sommarspelen 1936
Belgien deltog med 150 deltagare vid de olympiska sommarspelen 1936 i Berlin. Totalt vann de två bronsmedaljer.

## Medaljer

### Brons
- Auguste Garrebeek, Armand Putzeys och François Vandermotte - Cykling, laglinjelopp.
- Gérard Blitz, Albert Castelyns, Pierre Coppieters, Joseph De Combe, Henri De Pauw, Henri Disy, Fernand Isselé, Edmond Michiels och Henri Stoelen - Vattenpolo.